# Mudajärv
Mudajärv ist ein natürlicher See in der Landgemeinde Saaremaa im Kreis Saare auf der größten estnischen Insel Saaremaa. Er liegt 100 Meter vom Ort Karujärve und 380 Meter vom See Karujärv entfernt. Den Namen des 2,6 Hektar großen Sees kann man mit Matschsee oder Schlammsee übersetzen.